# Chimarra parasocia
Chimarra parasocia is een schietmot uit de familie Philopotamidae. De soort komt voor in het Nearctisch gebied.